# 주일 타이베이 경제문화대표처 나하 분처
주일 타이베이 경제문화대표처 나하 분처(중국어: 臺北駐日經濟文化代表處那霸分處, 일본어: 台北駐日経済文化代表処那覇分処, 영어: Naha Branch, Taipei Economic and Cultural Representative Office in Japan)는 중화민국이 일본 오키나와현 나하시에 설치한 총영사관급에 해당하는 연락사무소이다. 중화인민공화국의 하나의 중국 정책으로 인한 제약 때문에 1972년 9월을 기해 중화민국과 일본 간의 공식적인 외교 관계가 단절됨에 따라 민간 단체의 명의로 실질적인 외교 공관의 역할을 하기 위해 설립되었으며 주일 타이베이 경제문화대표처의 분처에 해당한다. 분처의 본부는 오키나와현 나하시 구모지 3-15-9 아르테 빌딩 6층에 있다.
오키나와현에 있는 중화민국의 외교 공관은 미국이 오키나와를 통치하던 류큐 열도 미국민정부가 있던 시기에 중류문화경제협회(中琉文化經濟協會)라는 이름으로 설립되었다. 이 기관은 오키나와 반환 이후 주류큐 중류문화경제협회 판사처(中琉文化經濟協會駐琉球辦事處)로 개칭되었다. 2007년 현재의 명칭인 주일 타이베이 경제문화대표처 나하 분처로 개칭되었고 외교 공관으로서의 지위는 중류문화경제협회 주류큐 판사처를 계승하였다.

## 같이 보기
- 중화민국 외교부
- 오키나와 반환
- 주일 타이베이 경제문화대표처